# Stictoleptura erythroptera
Stictoleptura erythroptera — очень редкий вид жуков-усачей из подсемейства усачиков.

## Описание
Жук длиной от 12 до 19 мм. Время лёта взрослого жука с июня по август.

## Распространение
Распространён в Центральной и Юго-восточной Европе, Малой Азии, Иране и на Кавказе.

## Экология и местообитания
Жизненный цикл вида три года и более. Кормовые растения: лиственные деревья различных родов, например, бук (Fagus), дуб (Quercus), конский каштан (Aesculus) и другие. Личинки развиваются в пустых стволах различных лиственных деревьев.